# Epimedium glandulosopilosum
Epimedium glandulosopilosum là một loài thực vật có hoa trong họ Hoàng mộc. Loài này được H.R.Liang mô tả khoa học đầu tiên năm 1990.